# Петруччи, Оттавиано
Оттавиа́но Петру́ччи (итал. Ottaviano Petrucci, лат. Octavianus Petrutius; 18 июня 1466, Фоссомброне, близ Урбино — 7 мая 1539) — итальянский печатник и типограф. Вошёл в историю музыки как нотоиздатель, опубликовавший первый сборник многоголосной музыки. Ноты Петруччи, опубликованные в 1501—1519 годах, длительное время считались образцовыми по качеству.

## Биографический очерк
Расцвет деятельности Петруччи связан с Венецией, которая с конца XV до конца XVI веков была крупнейшим центром европейского книгопечатания. В 1498 году Петруччи получил эксклюзивную лицензию Венецианской республики на нотопечатание. Также по условиям лицензии налагался полный запрет на импорт оговоренного в ней репертуара (многоголосная вокальная и инструментальная музыка) в Венецианскую республику. Составленная таким образом лицензия обеспечила Петруччи монополию в этом регионе.

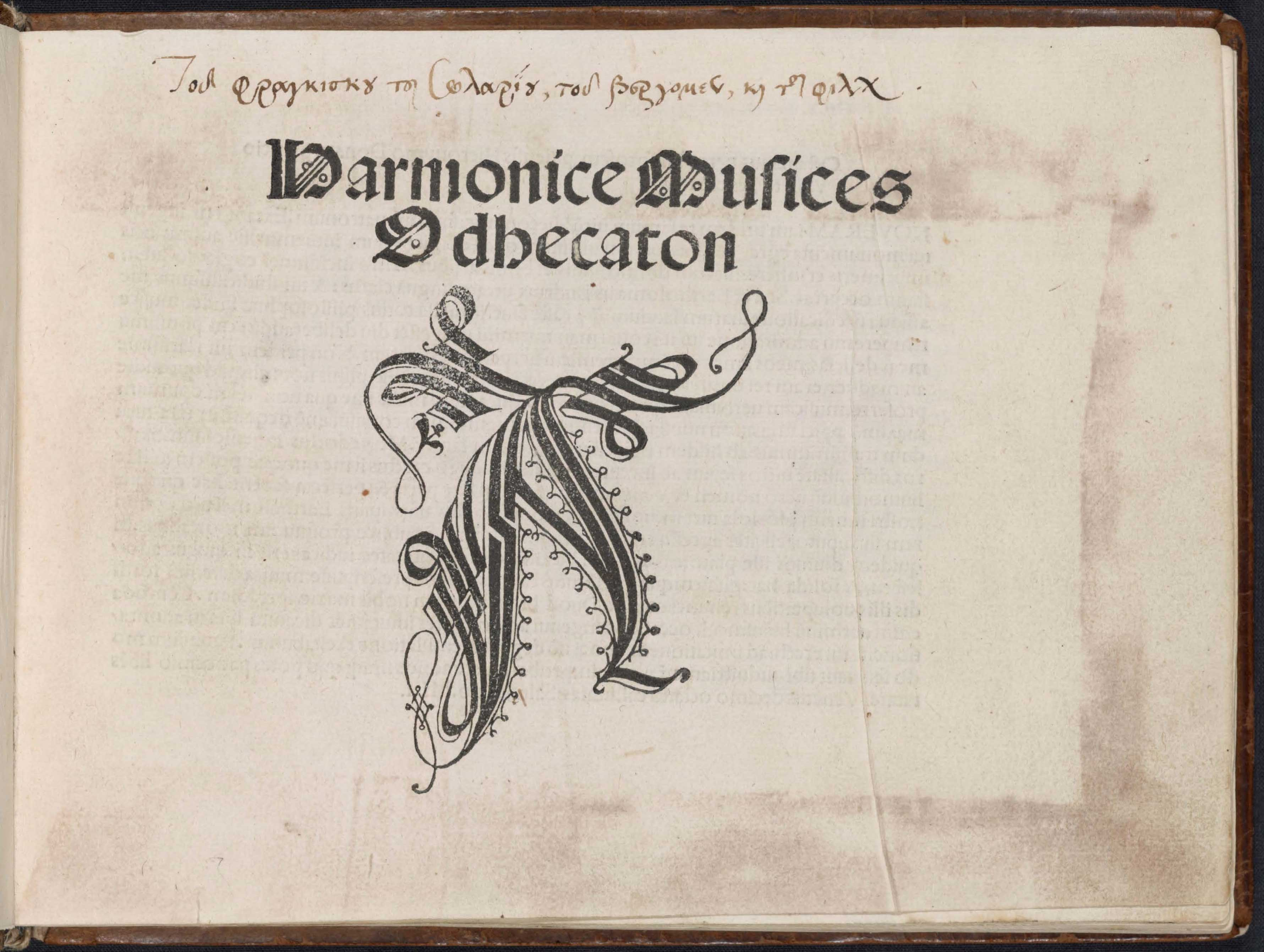
Титульный лист первого нотопечатного сборника Оттавиано Петруччи «Одекатон» (Венеция, 1501)

Хотя и до Петруччи существовали печатные книги с включёнными в них нотами, нотные сборники, полностью напечатанные с помощью наборного шрифта, впервые появились именно в типографии Петруччи. Первым в истории нотным изданием многоголосной музыки стал его сборник «Harmonice Musices Odhecaton», буквально «Стопеснец гармонической музыки». Слово «одекатон» (от др.-греч. ᾠδή песня, пение, и др.-греч. ἑκατόν сто) — неологизм греколюбивого издателя. Под «гармонической музыкой» имеется в виду многоголосие. Первое издание (Венеция, 1501) сохранилось фрагментарно. Репринты «Одекатона» 1503 и 1504 годов содержат полный текст. Против обещанного в заглавии «Одекатон» содержит не 100, а только 96 многоголосных произведений — характерно, что это не итальянская музыка, а латинские мотеты и французские шансон композиторов франко-фламандской школы; авторы ряда пьес «Одекатона» не идентифицированы (анонимны). Обязательный минимум для всех включённых в сборник пьес — трёхголосие (сопрано, тенор и бас); четвёртый голос (альт) в ряде случаев Петруччи трактовал как факультативный (в оригинале снабжён ремаркой si placet, «если угодно»). Запись многоголосного целого поголосная, партитуры нет.
Несмотря на то, что лицензия была заключена на двадцать лет, после 1509 года Петруччи был вынужден (по ряду причин, в том числе из-за чумы) прекратить издательскую деятельность в Венеции, в 1511—1519 годах он продолжил её в родном Фоссомброне. В 1520 году Петруччи открыл бумажную фабрику и прекратил заниматься типографским делом. О поздних годах его жизни, о месте его смерти и погребения неизвестно.
Деятельность Петруччи — важная веха в истории европейской культуры. Изданные им ноты способствовали демократизации музыкального исполнительства и образования, которое стало распространяться и на средние социальные слои.
Благодаря изданиям Петруччи до нас дошли сочинения многих именитых европейских композиторов эпохи Возрождения, среди которых Александр Агрикола, Антуан Бюнуа, Жоскен Депре, Антуан Брюмель, Якоб Обрехт, Пьер де ла Рю, Хайне ван Гизегем, Хенрик Изак. Наряду с серьёзной (мессами, мотетами, плачами Иеремии, магнификатами и др.) Петруччи печатал и лёгкую музыку, в том числе малоизвестных, а то и вовсе анонимных композиторов, в разнообразных жанрах — шансон, фроттолы (11 сборников), лауды, интабуляции для лютни (4 сборника). Многие пьесы сохранились до наших дней только в печатных сборниках Петруччи, их рукописные прототипы («автографы») отсутствуют. Несмотря на то, что атрибуция ряда авторских композиций в изданиях Петруччи в последнее время в науке оспаривается, ценность его публикаций как памятников истории музыки остаётся бесспорной.
Именем Petrucci назван основной нотный шрифт популярной компьютерной программы-нотатора «Finale».